# Дёмин, Андрей Геннадьевич
Андрей Геннадьевич Дёмин (род. 29 марта 1965, Хабаровск, Хабаровский край) — российский военачальник. Командующий войсками противовоздушной и противоракетной обороны — заместитель Главнокомандующего Воздушно-космическими силами c августа 2021 по май 2023 года. Командующий войсками командования ПВО и ПРО (2013—2015).
Командующий 1 армией ПВО-ПРО (2015-2021). Генерал-лейтенант (2016).

## Биография
Родился 29 марта 1965 года в городе Хабаровск Хабаровского края.
На военной службе с 1982 года. В 1986 году окончил с золотой медалью Ярославское высшее зенитное ракетное командное училище ПВО.
После окончания училища с 1986 года служил на инженерных должностях на полигоне Капустин Яр, с 1989 года на командных должностях в воинских частях 1-й Краснознамённой армии ПВО Особого назначения (1А ПВО ОН) ордена Ленина Московского округа ПВО (с 1994 года — 1-й Краснознамённый корпус ПВО).
С 1994 по 1997 год командир зенитного ракетного дивизиона 411-го зрп С-300В2, в 2000—2002 годах командир 614-го гвардейского зенитного ракетного полка 86-й бригады ПВО 1-го корпуса ПВО (штаб полка — деревня Пестово городского округа Домодедово Московской области). В 1999 году заочно окончил с золотой медалью Военную командную академию ПВО имени Г. К. Жукова в городе Тверь.
В 2002—2004 годах — начальник зенитных ракетных войск корпуса ПВО. 
В 2004—2007 годах — заместитель начальника Управления боевой подготовки ВВС. 
В 2009 году окончил Военную академию Генерального штаба Вооруженных сил РФ.
В 2009—2011 годах — командир 1-й бригады воздушно-космической обороны (Североморск) 1-го командования ВВС и ПВО.
С декабря 2011 по декабрь 2013 года начальник штаба — первый заместитель командующего войсками командования противовоздушной и противоракетной обороны.
С декабря 2013 по август 2015 года — командующий войсками ордена Ленина командования противовоздушной и противоракетной обороны Войск воздушно-космической обороны (штаб — город Балашиха Московской области), которое в августе 2015 года в связи с формированием нового вида Вооружённых Сил РФ — Воздушно-космических сил Российской Федерации было переформировано в 1-ю ордена Ленина армию ПВО-ПРО (особого назначения).
С августа 2015 по 2021 год — командующий 1-й ордена Ленина армии ПВО-ПРО (особого назначения) Воздушно-космических сил Российской Федерации.
С 2021 по 2023 год — командующий Войсками противовоздушной и противоракетной обороны — заместитель Главнокомандующего Воздушно-космическими силами.
Генерал-майор (13.12.2011).
Генерал-лейтенант (12.12.2016).

## Награды
- Орден "За заслуги перед Отечеством" IV степени
- Орден «За военные заслуги»;
- Орден Почёта;
- медали СССР и Российской Федерации.